# Смит, Джамиль Уокер
Джамиль Уокер Смит (англ. Jamil Walker Smith; род. 20 августа 1982, Нью-Йорк) — американский актёр, режиссёр, продюсер и сценарист. Он известен по озвучиванию Джеральда Йоханссена в мультсериале «Эй, Арнольд!». Также он появился в телесериалах, таких как «Сестра, сестра», «Подруги», «Кости», «Секретные материалы» и «Шоу Берни Мака». Также он играл старшего сержанта Рональда Грира во всех сезонах телесериала «Звездные врата: Вселенная».

## Биография
Джамиль Уокер Смит родился в Нью-Йорке. Он был профессиональным актёром с шести лет, выступая в местных театрах города Лос-Анджелес, где он был номинирован на две театральные премии NAACP и был выбран в качестве стипендиата искусств Калифорнии. Его первая карьера в этом бизнесе была в двенадцатилетнем возрасте, когда он сыграл главную роль в одном из эпизодов телесериала «The Sinbad Show». Он специализировался на театральном искусстве в колледже «Перчейз-колледж». Он также управляет студией «Luber Roklin Entertainment».
Он написа́л, направил и полностью профинансировал фильм «Make A Movie Like Spike», повествовательный полнометражный фильм, за который он получил награду «New Vsions Award» на кинофестивале «Cinequest». Он также появлялся в телесериале «Айронсайд» и регулярно появлялся в телесериале «Звёздные врата: Вселенная». Он также написа́л и снял короткометражный фильм «The Son», премьера которого состоялась на кинофестивале «Urbanworld», где он встретил программистку Бриттани Баллард, и вместе они решили запустить студию «Little Plough Films». Он преподаёт актёрское мастерство в школе «Болдуин Хилс Элементари Скул». В 2014 году он также появился в телесериале «Главный госпиталь».

## Фильмография
| Год       |    | Русское название                  | Оригинальное название              | Роль                   |
| --------- | -- | --------------------------------- | ---------------------------------- | ---------------------- |
| 1994      | с  | —                                 | The Sinbad Show                    | Эрни                   |
| 1995      | с  | Секретные материалы: Свежие кости | The X-Files                        | Честер Бонапарт        |
| 1995      | с  | —                                 | Hangin’ with Mr. Cooper            | Джейк                  |
| 1996—2004 | мс | Эй, Арнольд!                      | Hey Arnold!                        | Джеральд Йоханссен     |
| 1996      | с  | Сестра, сестра                    | Sister, Sister                     | Майк                   |
| 1997      | с  | Прикосновение ангела              | Touched by an Angel                | Дарнелл                |
| 1999      | с  | —                                 | Promised Land                      | Джимми Гибсон          |
| 2001      | с  | Полиция Нью-Йорка                 | NYPD Blue                          | Майкл Мюррей           |
| 2002      | мф | Арнольд!                          | Hey Arnold!: The Movie             | Джеральд Йоханссен     |
| 2002      | с  | Филадельфия                       | Philly                             | Дарнелл Лейн           |
| 2002      | с  | Шоу Берни Мака                    | The Bernie Mac Show                | скейтбордист           |
| 2004      | ки | —                                 | Shark Tale                         | Берни                  |
| 2005      | с  | Слепое правосудие                 | Blind Justice                      | Дешон Оливер           |
| 2005      | с  | Медиум                            | Medium                             | Раймонд Варгас         |
| 2005      | с  | Сверхъестественное                | Supernatural                       | Луис                   |
| 2007      | с  | Подруги                           | Girlfriends                        | Кенни Фелан            |
| 2007      | с  | Детектив Раш                      | Cold Case                          | Малик / Тесей          |
| 2007      | мс | Звёздные бои насмерть             | Celebrity Deathmatch               | 50 Cent                |
| 2008      | с  | Кости                             | Bones                              | Колби Пейдж            |
| 2009—2011 | с  | Звёздные врата: Вселенная         | Stargate Universe                  | Рональд Грир           |
| 2013      | с  | Айронсайд                         | Ironside                           | Сориано                |
| 2014      | с  | Главный госпиталь                 | General Hospital                   | Джеффри Скрибнер       |
| 2016      | ф  | Потеря в любви                    | Losing in Love                     | Барри                  |
| 2016      | с  | Реанимация                        | Code Black                         | Эрик                   |
| 2016      | с  | Настоящий гений                   | Pure Genius                        | сержант Райан Хамилтон |
| 2017      | ф  | Новизна                           | Newness                            | шеф Доминик            |
| 2017      | мф | Эй, Арнольд! Кино из джунглей     | Hey Arnold!: The Jungle Movie      | Павло                  |
| 2018      | с  |                                   | Wingin' It                         | Хосе                   |
| 2020      | ф  | Беглянки                          | Getaway                            | Джерри                 |
| 2022      | с  | Новичок                           | The Rookie                         | Кёртис Джонс           |
|           | ф  | Чак Хэнк и близнецы из Сан-Диего  | Chuck Hank and the San Diego Twins | Тито                   |